# Liuchi (socken i Kina, lat 31,45, long 107,70)
Liuchi (kinesiska: 柳池乡, 柳池) är en socken i Kina. Den ligger i provinsen Sichuan, i den sydvästra delen av landet, omkring 360 kilometer öster om provinshuvudstaden Chengdu. Antalet invånare är 21 690. Befolkningen består av 10 429 kvinnor och 11 261 män. Barn under 15 år utgör 20,0 %, vuxna 15-64 år 67 %, och äldre över 65 år 12,0 %.
Genomsnittlig årsnederbörd är 1 751 millimeter. Den regnigaste månaden är september, med i genomsnitt 350 mm nederbörd, och den torraste är december, med 13 mm nederbörd.